# Mali Prolog
Mali Prolog – wieś w Chorwacji, w żupanii dubrownicko-neretwiańskiej, w gminie Pojezerje. W 2011 roku liczyła 31 mieszkańców.